# 謝謝你，在世界角落中找到我 (電影)
《謝謝你，在世界角落中找到我》（日語：この世界の（さらにいくつもの）片隅に）改編自河野史代同名漫畫的動畫電影，描述戰爭下平民的日常。主角鈴是一名普通女生，從廣島嫁到20公里遠的吳市，並遇上二次大戰爆發，擔起顧家重任直到戰事結束，在戰亂中生活的故事。
2016年11月12日在日本全國劇院上映，片淵須直担任监督和编剧，为日本文部科学省特別选定作品（对象：青年、成人、家庭）与选定作品（对象：少年）。本片亦是能年玲奈与前经纪公司（LesPros娛樂）纠纷后的复出作品。
2019年12月20日，由原制作团队制作的加长剪辑版《謝謝你，在世界（更多一些的）角落中找到我》在日本院线上映，与原电影相比增加了40分钟的新内容，完善了电影的剧情。此片在2020年7月29日于上海国际电影节放映。電影獲得普遍正面的評價，其中情感刻畫、戰亂時期的描寫尤其受影評界肯定，更獲頒包含第40屆日本學院獎最佳動畫在內的多個獎項。2023年3月，該片被收錄在日本文部科學省審核通過、於2024年正式啟用的高中美術教科書的動畫製作單元中。

## 登場人物
- 北條鈴（小鈴）：能年玲奈[6]
- 北條周作：細谷佳正[7]
- 黑村晴美：稻葉菜月[7]
- 黑村径子：尾身美詞[7]
- 水原哲：小野大輔[7]
- 浦野澄：潘惠美[7]
- 北條圓太郎：牛山茂[7]
- 北條燦（サン）：新谷真弓[7]
- 白木凜：岩井七世[8]
- 浦野十郎：小山剛志[7]
- 浦野要一：大森夏向[7]
- 澀谷天外（日语：渋谷天外 (3代目)）（特別演出）[7]
- 照：花泽香菜（加长剪辑版追加角色）

## 制作团队
- 原作：河野史代
- 导演兼编剧：片淵須直
- 副导演：浦谷千恵[9]
- 制作总指挥：丸山正雄、真木太郎（GENCO）
- 原画导演：松原秀典
- 音樂：Kotringo（三吉里繪子）[6]
- 製作：MAPPA

## 製作概要
片淵須直導演花了超過5年來做資料搜集，為求精準地重現出二戰時期的場面。並走訪廣島，以照片及居民記憶，把原子彈轟炸前的廣島面貌還原到大銀幕。
片淵須直不仅作为此动画电影的监督，同时兼任劇本一职。2012年8月17日本作的监督片淵須直在自己的推特上确定此事后，动画电影的宣传海报也在广岛国际动画节上展示。而制作交给了动画公司MAPPA。公开的动画海报由浦谷千惠绘制。 
影片從2015年3月9日開始在雲粉絲編碼網站Makuake募集資金，目標為2000萬日元，到2015年3月18日上午2點50分募集完畢。最终到5月29日的共计82天募集中，募得3622万4000日元的融资，捐款者3374人。2015年6月3日，该片制作委员会正式开始运作。

## 上映情况

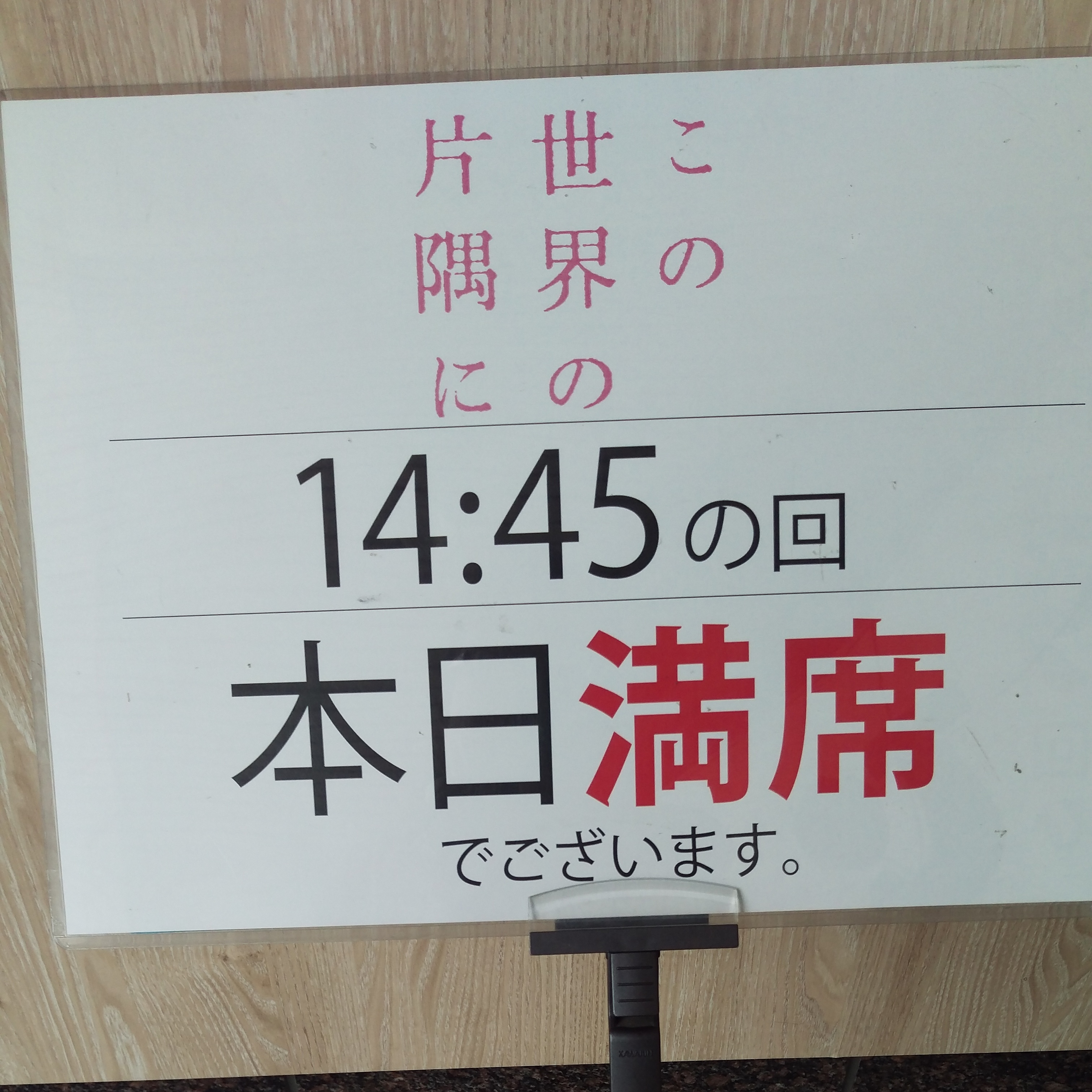
日本 2016年12月

2016年11月12日，该片在日本全国63间电影院首映。尽管上映范围不广，但放映后便在興行通信社发表的日本全国电影观影人数榜上取得第10名，主要电影院内第一天所有场次的座位均售罄，影片放完后还有观众鼓掌。根据Pia于同一週进行的调查，该片在满意度排行榜上名列第一，公映前看过电影的名人和评论家对此片赞不绝口。这些评论在社群網站上扩散后，影片上映两週即以1週内超过35000条推文的成绩登上映画.com的“Twitter排行榜”（つぶやきランキング，按Twitter上1星期的提及数计算）第一名，超越连续8週首位的《你的名字。》。该週的推文数量是前一星期（约4800条）的7.39倍，其中97%的推文对影片感到满意。影片上映第2週的票房收入和观影人数和第1週相比有所增加，之后的第3、4週内也在不断上升，第4週更是出乎意料地上升到了第4名。NHK综合的电视节目《あさイチ》也将这部电影作为“SNS口碑效果下爆红的作品”进行介绍。
在发行商旗下的Theatre新宿影院，该片电影票接连几天都售完，只能发售站票，打破了影院过去10年内的一週票房纪录。影片发行商在东京证券交易所的股价亦于11月22日急速上升至涨停，收于182日元，比21日上涨了50日元（38%）。
2016年11月22日，名为“为《謝謝你，在世界角落中找到我》海外上映造势，把片淵监督送去放映地吧”的新一轮募资活动在众筹网站上开始，目标1000万日元，但开始后不到一天即筹得约1500万日元。鉴于目标金额已达到，片方此后还特地发出呼吁，请求各位停止向此次众筹捐资。放映该片的电影院预计会在新年时超过180间，达到最初放映影院数的3倍。初開畫時全日本僅得63間戲院上映，之後擴充院線多達逾300間戲院，2017年3月28日累積票房已衝破25億日圓，並有190萬觀眾入戲院捧場。
台灣則於2017年7月28日上映。此外該片也已在全球三十多個國家和地區上映。

## 獲獎記錄
《謝謝你，在世界角落中找到我》獲得多個獎項，其中包括第40回日本電影金像獎中最佳動畫電影；又獲得日本權威影評人獎項《電影旬報》年度最佳電影，是繼1988年宮崎駿的《龍貓》後，第二套獲此殊榮的動畫作品。片淵須直亦獲得第59屆藍絲帶獎導演獎，這是該獎第一次頒給動畫導演。
日本《藝術新潮》2017年9月号：日本動畫100年10大最佳作品第5名（與《風之谷》、《铁臂阿童木》、《魔法少女小圓》、《蜘蛛與鬱金香》並列）。
| 獎項和提名名單 | 獎項和提名名單               | 獎項和提名名單           | 獎項和提名名單                       | 獎項和提名名單 | 獎項和提名名單       | 獎項和提名名單 |
| 年份           | 獎項                         | 類別 / 部門              | 獲提名者                             | 結果           | 來源                 |                |
| -------------- | ---------------------------- | ------------------------ | ------------------------------------ | -------------- | -------------------- | -------------- |
| 2016           | 廣島國際動畫影展2016         | 廣島和平電影獎           | 謝謝你，在世界角落中找到我           | 獲獎           | [ 27 ] [ 28 ]        |                |
| 2016           | 第41回報知電影獎             | 最佳作品                 | 謝謝你，在世界角落中找到我           | 提名           | [ 29 ]               |                |
| 2016           | 第41回報知電影獎             | 最佳導演                 | 片淵須直                             | 提名           |                      |                |
| 2016           | 第38屆橫濱電影節             | 最佳電影                 | 謝謝你，在世界角落中找到我           | 獲獎           | [ 30 ]               |                |
| 2016           | 第38屆橫濱電影節             | 評審團特別獎             | 能年玲奈                             | 獲獎           | [ 30 ]               |                |
| 2017           | 第72屆每日電影獎             | 最佳電影                 | 謝謝你，在世界角落中找到我           | 提名           | [ 31 ] [ 32 ]        |                |
| 2017           | 第72屆每日電影獎             | 日本動畫優秀獎           | 謝謝你，在世界角落中找到我           | 獲獎           | [ 31 ] [ 32 ]        |                |
| 2017           | 第72屆每日電影獎             | 最佳動畫電影             | 謝謝你，在世界角落中找到我           | 提名           | [ 31 ] [ 32 ]        |                |
| 2017           | 第72屆每日電影獎             | 大藤信郎獎               | 謝謝你，在世界角落中找到我           | 獲獎           | [ 31 ] [ 32 ]        |                |
| 2017           | 第72屆每日電影獎             | 最佳導演                 | 片淵須直                             | 提名           | [ 31 ] [ 32 ]        |                |
| 2017           | 第72屆每日電影獎             | 最佳女主角               | 能年玲奈                             | 提名           | [ 31 ] [ 32 ]        |                |
| 2017           | 第72屆每日電影獎             | 最佳音樂                 | 三吉里繪子                           | 獲獎           | [ 31 ] [ 32 ]        |                |
| 2017           | 第59屆藍絲帶獎               | 最佳電影                 | 謝謝你，在世界角落中找到我           | 提名           | [ 33 ] [ 34 ]        |                |
| 2017           | 第59屆藍絲帶獎               | 最佳導演                 | 片淵須直                             | 獲獎           | [ 33 ] [ 34 ]        |                |
| 2017           | 第31屆高崎電影節             | 最佳導演                 | 片淵須直                             | 獲獎           | [ 35 ]               |                |
| 2017           | 第31屆高崎電影節             | 最佳女演員               | 能年玲奈                             | 獲獎           | [ 35 ]               |                |
| 2017           | 第90屆電影旬報十佳           | 最佳日本電影             | 謝謝你，在世界角落中找到我           | 獲獎           | [ 36 ] [ 37 ] [ 38 ] |                |
| 2017           | 第90屆電影旬報十佳           | 最佳導演                 | 片淵須直                             | 獲獎           | [ 36 ] [ 37 ] [ 38 ] |                |
| 2017           | 第90屆電影旬報十佳           | 讀者選出最佳電影         | 謝謝你，在世界角落中找到我           | 第一名         | [ 36 ] [ 37 ] [ 38 ] |                |
| 2017           | 第90屆電影旬報十佳           | 讀者選出最佳導演         | 片淵須直                             | 獲獎           | [ 36 ] [ 37 ] [ 38 ] |                |
| 2017           | 第26屆東京體育電影節         | 最佳電影                 | 謝謝你，在世界角落中找到我           | 獲獎           | [ 39 ]               |                |
| 2017           | 第26屆東京體育電影節         | 最佳女主角               | 能年玲奈                             | 提名           | [ 39 ]               |                |
| 2017           | 第40屆日本學院獎             | 最佳動畫                 | 謝謝你，在世界角落中找到我           | 獲獎           | [ 40 ] [ 41 ] [ 42 ] |                |
| 2017           | 第40屆日本學院獎             | 優秀音樂                 | 三吉里繪子                           | 獲獎           | [ 40 ] [ 41 ] [ 42 ] |                |
| 2017           | 映畫秘寶2016                 | 最佳10                   | 謝謝你，在世界角落中找到我           | 第二名         | [ 43 ]               |                |
| 2017           | PIA電影生活觀眾大獎2016      | 最佳10                   | 謝謝你，在世界角落中找到我           | 第三名         | [ 44 ] [ 45 ]        |                |
| 2017           | 映畫藝術十佳&十差獎          | 日本最佳電影             | 謝謝你，在世界角落中找到我           | 第一名         | [ 46 ]               |                |
| 2017           | eET 2017在金澤               | 大獎                     | 片淵須直                             | 獲獎           | [ 47 ] [ 48 ] [ 49 ] |                |
| 2017           | 大阪電影節2017               | 最佳日本電影             | 謝謝你，在世界角落中找到我           | 第一名         | [ 50 ] [ 51 ]        |                |
| 2017           | 大阪電影節2017               | 最佳音樂                 | 三吉里繪子                           | 獲獎           | [ 50 ] [ 51 ]        |                |
| 2017           | 第21屆日本網絡電影節         | 最佳電影                 | 謝謝你，在世界角落中找到我           | 獲獎           | [ 52 ] [ 53 ] [ 54 ] |                |
| 2017           | 第21屆日本網絡電影節         | 最佳導演                 | 片淵須直                             | 獲獎           | [ 52 ] [ 53 ] [ 54 ] |                |
| 2017           | 第21屆日本網絡電影節         | 最佳動畫                 | 謝謝你，在世界角落中找到我           | 獲獎           | [ 52 ] [ 53 ] [ 54 ] |                |
| 2017           | 第21屆日本網絡電影節         | 最佳剪接                 | 謝謝你，在世界角落中找到我           | 獲獎           | [ 52 ] [ 53 ] [ 54 ] |                |
| 2017           | 第21屆日本網絡電影節         | 最佳女主角               | 能年玲奈                             | 獲獎           | [ 52 ] [ 53 ] [ 54 ] |                |
| 2017           | 第21屆日本網絡電影節         | 最佳影響                 | 片淵須直 / 能年玲奈                  | 獲獎           | [ 52 ] [ 53 ] [ 54 ] |                |
| 2017           | 第67屆藝術選獎文部科學大臣獎 | 電影類別                 | 片淵須直                             | 獲獎           | [ 55 ]               |                |
| 2017           | 安錫國際動畫影展             | 長篇動畫大獎             | 謝謝你，在世界角落中找到我           | 評審團獎       | [ 56 ] [ 57 ] [ 58 ] |                |
| 2017           | 薩格勒布國際動畫節           | 長篇動畫大獎             | 謝謝你，在世界角落中找到我           | 提名           | [ 59 ]               |                |
| 2017           | 第22屆AMD Award              | 優秀內容                 | 真木太郎                             | 獲獎           | [ 60 ] [ 61 ]        |                |
| 2017           | 第11屆聲優獎                 | 特別獎                   | 能年玲奈                             | 獲獎           | [ 62 ] [ 63 ]        |                |
| 2017           | 第11屆聲優獎                 | 助演女優賞               | 潘惠美                               | 獲獎           | [ 62 ] [ 63 ]        |                |
| 2017           | 第36屆藤本賞                 | 特別獎                   | 丸山正雄 / 真木太郎                  | 獲獎           | [ 64 ]               |                |
| 2017           | 第59屆兒童福利文化獎         | 電影 / 媒體類別          | 謝謝你，在世界角落中找到我製作委員會 | 獲獎           | [ 65 ]               |                |
| 2017           | 第34屆日本電影復興獎         | 日本電影和平獎           | 謝謝你，在世界角落中找到我           | 獲獎           | [ 66 ]               |                |
| 2017           | 第41屆SIGNIS JAPAN電影獎     | 最佳電影                 | 謝謝你，在世界角落中找到我           | 獲獎           | [ 67 ] [ 68 ]        |                |
| 2017           | 洛杉磯電影節 2017            | 海外故事片               | 謝謝你，在世界角落中找到我           | 提名           | [ 69 ] [ 70 ]        |                |
| 2017           | 第19屆未來電影節             | 白金大獎                 | 謝謝你，在世界角落中找到我           | 提名           | [ 71 ]               |                |
| 2017           | 第6屆多倫多日本電影節        | 評審團大獎 - 最佳電影    | 謝謝你，在世界角落中找到我           | 獲獎           | [ 72 ]               |                |
| 2018           | 第17回東京動畫獎             | 年度動畫（電影動畫部門） | 謝謝你，在世界角落中找到我           | 獲獎           | [ 73 ]               |                |

## 現實影響
電影下片多年後，2023年3月《體育報知》報導道，文部科學省於2023年3月28日公佈2024年春天日本小學與高中教科書的檢定結果，其中《謝謝你，在世界角落中找到我》與2021年發行的日本動畫電影《龍與雀斑公主》，被收錄於高中的美術3教科書中。片淵須直和《謝謝你，在世界角落中找到我》被收錄在曾主持Podcast節目「吉卜力圖書館」（Ghibliotheque）、撰寫《吉卜力電影完全指南》的廣播人兼作家麥可．里德（英語：Michael Leader）和製片兼作家傑克．康寧漢（英語：Jake Cunningham）著作的《日本經典動畫指南》（英語：The Ghibliotheque Anime Movie Guide: The Essential Guide to Japanese Animated Cinema），做為介紹日本動畫歷史80年期間30名位導演與30部經典動畫的案例。

## 外部連結
- 官方网站（日語）
- 豆瓣电影上《謝謝你，在世界角落中找到我》的資料 （简体中文）